# Operacija Cartier
Operacija Cartier je slovenski dramsko komični TV film iz leta 1991 in celovečerni prvenec Mirana Zupaniča po scenariju Miha Mazzinija. 
Takratni minister za kulturo Andrej Capuder je filmu preprečil pot v kinematografe zaradi prizora, v katerem Borut Veselko ob prihodu v cerkev odvrže cigareto. Film je bil posnet na 16 mm trak, ki se je izgubil. Ohranil se je na eni od prvotnih bet.
Mazzini je filmu dal drugačen naslov, kot romanu, ker se tragične usode junakov spletajo okoli parfuma Cartier.

### Zgodba
Neodgovorni Egon, pisec šunda, pohajkuje po železarskem mestecu in se srečuje s someščani. Ima dekle Karlo. Sezonski delavec Selim je obseden z Nastassjo Kinski. Egon izkoristi Ajšo, nato pa izve, da se je Karla naskrivaj odselila. Obupani Selim napade Ibro in ustreli Egona, nato s pištolo ubije še sebe.

## Ustvarjalci o filmu
Režiser Zupančič je negativne kritike krivil, da film ni bil povečan na 35 mm. Naturalistično je hotel pokazati, kako se ljudje poskušajo zoperstavljati surovemu okolju. Njegova občutja ob branju Mazzinijeve knjige so bila kompleksna. K sodelovanju je bil povabljen, ko je Mazzini roman že predelal v scenarij. Pri vnašanju lastnih sprememb je imel proste roke. Znanim igralcem je dal stranske vloge, v ospredju so bili mladi in neuveljavljeni. Film je moral realizirati v 30 dneh.

### Proračun
Vrednost projekta je bila ob izidu ocenjena na 300.000 nemških mark.

## Kritike
Vesna Marinčič je napisala, da liki živijo vsak zase, da se nič ne zgodi in da ni pristnega vzdušja. Junak, s katerim naj bi sočustvovala, ji je šel samo na živce in od igralcev se je nalezla nesproščenosti. Menila je, da so lahko ogled filma mirno prenesli le ustvarjalci in njihovi najbližji sorodniki. Avtorjem filma je očitala, da snemajo, kot da še niso videli filma ali gledališke predstave in da so z napovedovalkinim večkratnim omenjanjem t.i. refleksa bivanjske problematike izpadli domišljavi. Samomor sezonskega delavca je ni presenetil, saj se ji ni zdel mentalno priseben, pa tudi drugi ji niso zgledali zdravi. Ujezil jo je tudi naslov, ki je napovedal zgodbo o bančnem ropu, ne pa človeka z govorno napako, ki prijateljuje s sezonci. Na koncu je omenila poljski TV film Ne ubijaj, ki po njenem ni bil nobena refleksija, vendar bi ga morali ustvarjalci Operacije Cartier nujno videti.
Vid Šteh je napisal, da film nima kaj povedati, vendar je zabaven, zmotil pa ga je mračen konec, ki razbije razigranost in zaide na področje depresivne eksistencialne drame.

## Zasedba
| - Borut Veselko: Egon - Faruk Begolli: Selim - Haris Burina: Ibro - Judita Zidar: Karla - Urška Hlebec: Ajša | - Srečo Špik: pesnik - Brane Grubar: Lojze - Majda Potokar: biljeterka - Radko Polič: čuvaj - Franc Markovčič: boksar | - Nataša Ralijan: mlajša ciganka - Alenka Vidrih: frajla - Alojz Svete: policist - Žan Marolt: Faćo - Rasim Softić: Punkie | - Esad Babačić: Ešef - Matjaž Pikalo: Alen - Sofija Simič: dolgonoga - Tatjana Košir: starejša ciganka - Sonja Plešnar: mladoletnica - Miha Mazzini: kinooperater |

## Ekipa
| - dramaturg: Jernej Novak - fotografija: Radovan Čok - glasba: Urban Koder - izvajalec: orkester RTV Slovenija (dirigent Urban Koder) - montaža: Neva Fajon - scenografija: Simona Perne - kostumografija: Svetlana Visintin | - maska: Marija Jurovič - zvokovni mojster: Frane Povirk - grafika: Zdenka Iršič - trik: Rasto Novakovič - orožar: Marjan Bernjak - pirotehnik: Igor Završnik - režiser množičnih prizorov: Peter Zobec |

## Nagrade
- 1992: Grand Prix CIRCOM REGIONAL[3]

### Slovenski filmski maraton 1991
- nagrada občinstva
- Stopova nagrada za igralca leta: Borut Veselko

## Izdaje na nosilcih
- Operacija Cartier. video DVD. Ljubljana : TV Slovenija : Rokus, 2006